# Philippe Bouzanne
Philippe Bouzanne (Châteauroux, 15 de febrero de 1955) fue un piloto de motociclismo francés, que compitió en el Campeonato del Mundo de Motociclismo entre 1975 y 1978. Su mejor año fue en 1976 cuando terminó en el decimonoveno lugar de la general de la cilindrada de 250cc.

## Resultados en el Campeonato del Mundo
Sistema de puntuación desde 1969 hasta 1987:
| Posición | 1.º | 2.º | 3.º | 4.º | 5.º | 6.º | 7.º | 8.º | 9.º | 10.º |
| Puntos   | 15  | 12  | 10  | 8   | 6   | 5   | 4   | 3   | 2   | 1    |

### Carreras por año
(Carreras en negrita indica pole position, carreras en cursiva indica vuelta rápida)
| Año  | Cat.  | Equipo | 1       | 2       | 3     | 4      | 5       | 6       | 7      | 8       | 9     | 10    | 11      | 12    | 13    | Pts. | Pos.  |
| ---- | ----- | ------ | ------- | ------- | ----- | ------ | ------- | ------- | ------ | ------- | ----- | ----- | ------- | ----- | ----- | ---- | ----- |
| 1975 | 250cc | Yamaha | FRA 8   | ESP Ret |       | GER 15 | NAT -   | IOM -   | NED 16 | BEL -   | SWE - | FIN - | CZE -   | YUG - |       | 1    | 38.º  |
| 1975 | 350cc | Yamaha | FRA 10  | ESP Ret | AUT - | GER 12 | NAT -   | IOM -   | NED 13 |         |       | FIN - | CZE -   | YUG - |       | 3    | 36.º  |
| 1975 | 500cc | Yamaha | FRA -   |         | AUT - | GER -  | NAT -   | IOM -   | NED -  | BEL Ret | SWE - | FIN - | CZE -   |       |       | 0    | -     |
| 1976 | 250cc | Yamaha | FRA 8   |         | NAT 8 | YUG 13 | IOM -   | NED Ret | BEL 13 | SWE -   | FIN - | CZE - | GER -   | ESP - |       | 6    | 189.º |
| 1976 | 350cc | Yamaha | FRA Ret | AUT -   | NAT 9 | YUG -  | IOM -   | NED 10  |        |         | FIN - | CZE - | GER -   | ESP - |       | 3    | 32.º  |
| 1977 | 250cc | Yamaha | VEN -   |         | GER - | NAT 16 | ESP Ret | FRA Ret | YUG -  | NED 9   | BEL - | SWE - | FIN Ret | CZE - | GBR - | 2    | 31.º  |
| 1977 | 350cc | Yamaha | VEN -   |         | GER 5 | NAT -  | ESP DNS | FRA DNQ | YUG -  | NED -   |       | SWE - | FIN -   | CZE - | GBR - | 6    | 25.º  |
| 1978 | 250cc | Yamaha | VEN -   | ESP -   |       | FRA 23 | NAT Ret | NED -   | BEL -  | SWE -   | FIN - | GBR - | GER -   | CZE - | YUG - | 0    | -     |